# Prince du Saint-Empire
Ne doit pas être confondu avec Prince de l'Empire.
Le rang de prince du Saint-Empire ou bref prince d'Empire (en allemand : Reichsfürst ; en latin : princeps imperii) était accordé par l'empereur du Saint-Empire romain germanique à la haute noblesse du Saint-Empire. Une distinction est faite entre les princes qui ont gouverné des territoires avec immédiateté impériale et ceux qui n'ont reçu que le titre.
La désignation est à distinguer d'un prince impérial en tant que membre d'une famille impériale.

## Les princes régnants du Saint-Empire
Un prince d'Empire était un noble qui à l'origine recevait son fief directement de l'empereur du Saint-Empire. Il y avait donc une immédiateté impériale féodale et constitutionnelle.
Le terme allemand Reichsfürst peut être compris au sens originel comme un terme générique : le dirigeant d'un territoire immédiat qu'il ait rang de duc (Herzog), prince, comte palatin (le comte palatin du Rhin), margrave (les margraves de Brandebourg, Meissen, Bade ou Namur), burgrave ou même d'un archevêque ou évêque. Les prince-évêques étaient les souverains d'un prince-évêché, qui était un fief de l'empereur, pas de l'église, et n'avait pas à avoir le même territoire que le diocèse. Ces princes d'Empire, clercs séculiers et laïcs, pouvaient donc porter des titres variés. Le plus ancien de tous les princes de l'Empire était le roi de Bohême, depuis qu'Ottokar Ier de Bohême a déclaré la couronne (créée par l'empereur en 1085) héréditaire en 1198.

### Émergence de leur statut au Moyen Âge
Le droit haut médiéval de mettre en place le ban a conduit à une hiérarchie militaire selon la capacité à fournir des hommes pour une campagne. Dans le Saint Empire, cet ordre de préséance, appelé « Heerschildordnung » (littéralement « ordre des boucliers de l'armée »), a été réinterprété dans les livres juridiques qui ont vu le jour au XIIIe siècle. Dans la partie féodale du Miroir des Saxons on lui a finalement donné le sens d'une structure de la société médiévale.
Selon ce livre, créé entre 1220 et 1230, la société de l'empire était divisée par « l'ordre des boucliers de l'armée » en sept ordres qui dépendaient directement des capacités des classes sociales individuelles pour le déploiement militaire. À la plus haute marche se trouvait le « premier bouclier » de l'armée, le roi (ou empereur) en tant que suzerain suprême. Les prince-évêques suivent sur la deuxième marche. Les princes d'Empire portent le troisième « bouclier ». Au quatrième « bouclier » se trouvent les comtes du Saint-Empire et les seigneurs libres (barons du Saint-Empire). Les vassaux des comtes et des seigneurs libres (ministériels) ainsi que les échevins libres suivent avec le cinquième « bouclier ». Leurs vassaux ont fourni la force militaire de la sixième catégorie. Le Miroir des Saxons reste vague sur le septième « bouclier », vraisemblablement simples auxiliaires d'infanterie.
Les deuxième et troisième des « boucliers », c'est-à-dire les évêques et les princes, alignaient de loin les troupes de cavalerie les plus nombreuses. Souvent, certains d'entre eux montaient sur le champ de bataille avec plusieurs milliers de chevaliers chacun. Grâce à la dépendance du roi vis-à-vis de leur soutien militaire, les évêques et princes réussissent bientôt à étendre leurs droits à une quasi-souveraineté. C'est le point de départ de la fragmentation précoce du pouvoir politique dans l'empire, contrairement au pouvoir de plus en plus centralisateur de la monarchie en France.

### Privilèges requis
Pour appartenir aux princes du Saint-Empire séculiers, l'inféodation des insignes, c'est-à-dire l'attribution des droits originellement royaux, tels que la perception des droits de douane et le droit de frapper la monnaie, devait être effectuée par le roi lui-même. Cela fait d'eux des participants au pouvoir impérial. Un prince devait avoir une règle territoriale supérieure semblable à celle d'un duché sur un pays (souveraineté presque souveraine) avec une haute juridiction (la juridiction du sang). Il avait le droit d'avoir des comtes et des barons comme vassaux (tant qu'ils n'avaient pas eux-mêmes un statut immédiat), le droit de créer des dignitaires de la cour et de nommer des juges.
Dès le début du XIIIe siècle, une élévation formelle au rang de prince impérial devait avoir lieu, comme ce fut le cas pour la première fois en 1235 lorsque l'empereur Frédéric II éleva formellement Othon l'Enfant à prince d'Empire en référence à son duché de Brunswick-Lunebourg, que l'empereur Frédéric Barberousse avait légué à son grand-père Henri le Lion en 1180, dans le but de revaloriser politiquement ses très vastes possessions privées.
Parce qu'au fil du temps les titulaires de la fonction de « Vogt » d'une abbaye impériale ont été comptés parmi les princes du Saint-Empire, qui ont initialement reçu leur fonction non pas du roi mais de l'abbé, mais qui avaient généralement aussi de grands domaines qui leur est propre, une exception au principe d'immédiateté a été faite pour eux. C'est le cas, par exemple, de l'origine de la maison Reuss.

### Les électeurs
La prérogative d'élire le roi des Romains, exercée à l'origine par tous les princes du Saint-Empire dans la composition tels qu'ils apparaissaient les jours d'élection ou étaient représentés, a été réservé uniquement aux sept prince-électeurs par la Bulle d'or en 1356.
Les électeurs occupaient également les postes les plus élevés à la cour impériale (Erzämter, les archi-charges – ou offices – héréditaires. Sous l'empereur Charles IV, la bulle d'or de 1356 fixe la répartition suivante des archi-charges de l'Empire:
- Les trois électeurs ecclésiastiques étaient d'archichanceliers (Reichserkanzler) pour l'une des trois parties de l'empire :
  - l'archevêque de Mayence pour le royaume de Germanie – Archicancellarius per Germaniam,
  - l'archevêque de Cologne pour l'Italie impériale – Archicancellarius per Italiam,
  - l'archevêque de Trèves pour le royaume de Bourgogne (c'est-à-dire le royaume d'Arelate sur le Rhône avec sa capitale Arles) – Archicancellarius per Galliam. – Voir aussi : Chancelier (Empire carolingien) pour les archichanceliers carolingiens.

- Les quatre électeurs séculiers occupaient les postes suivants:
  - le comte palatin du Rhin était Erztruchsess (Sénéchal, « serviteur de la table du roi ») – Archidapifer, signe officiel : orbe impérial doré dans un champ rouge.
  - le duc de Saxe était Erzmarschall des Reiches (ou Reichsmarschall), Maréchal d'Empire – Archimareschallus, signe officiel : deux épées rouges croisées.
  - le margrave de Brandebourg était archi chambellan – Archicamerarius, signe officiel : sceptre impérial doré dans un champ bleu.
  - le roi de Bohême était Erzmundschenk (Échanson) – Archipincerna.

Les margraves de Misnie (Meissen), avant de devenir maréchaux d'Empire en tant que ducs de Saxe, exerçaient la fonction d'archi-maître chasseur, fonction qui n'était pas liée à la dignité électorale. De même, les ducs de Wurtemberg, qui n'étaient pas électeurs, occupaient la fonction de porte-drapeau impérial. En 1692, les ducs de Brunswick-Lüneburg de la ligne cadette de Hanovre ont été nommés électeurs de Hanovre, combinés avec l'archi-charge de Erzbannerträger (porteur de bannière) – Archivexillarius.
Les charges de la cour de l'empire étaient héréditaires dès le début dans le cas des électeurs séculiers et liés à l'évêché respectif dans le cas des électeurs ecclésiastiques, mais il s'agissait plus de titres honorifiques que de fonctions effectivement exercées. Leur exercice pratique au nom du titulaire (l'électeur) – par exemple lors du couronnement de l'empereur romain germanique – ont été délégués à des nobles de rang inférieur (des princes ou comtes du Saint-Empire) sous le nom de Erbamt (charge héréditaire). À l'origine, les empereurs n'accordaient cette représentation qu'à vie, mais à partir du début du XIIIe siècle, elle était également héréditaire. Les offices héréditaires de l'empire étaient plus nombreux que les archi-charges des électeurs.

### Institutionnalisation des droits dans la Diète d'Empire

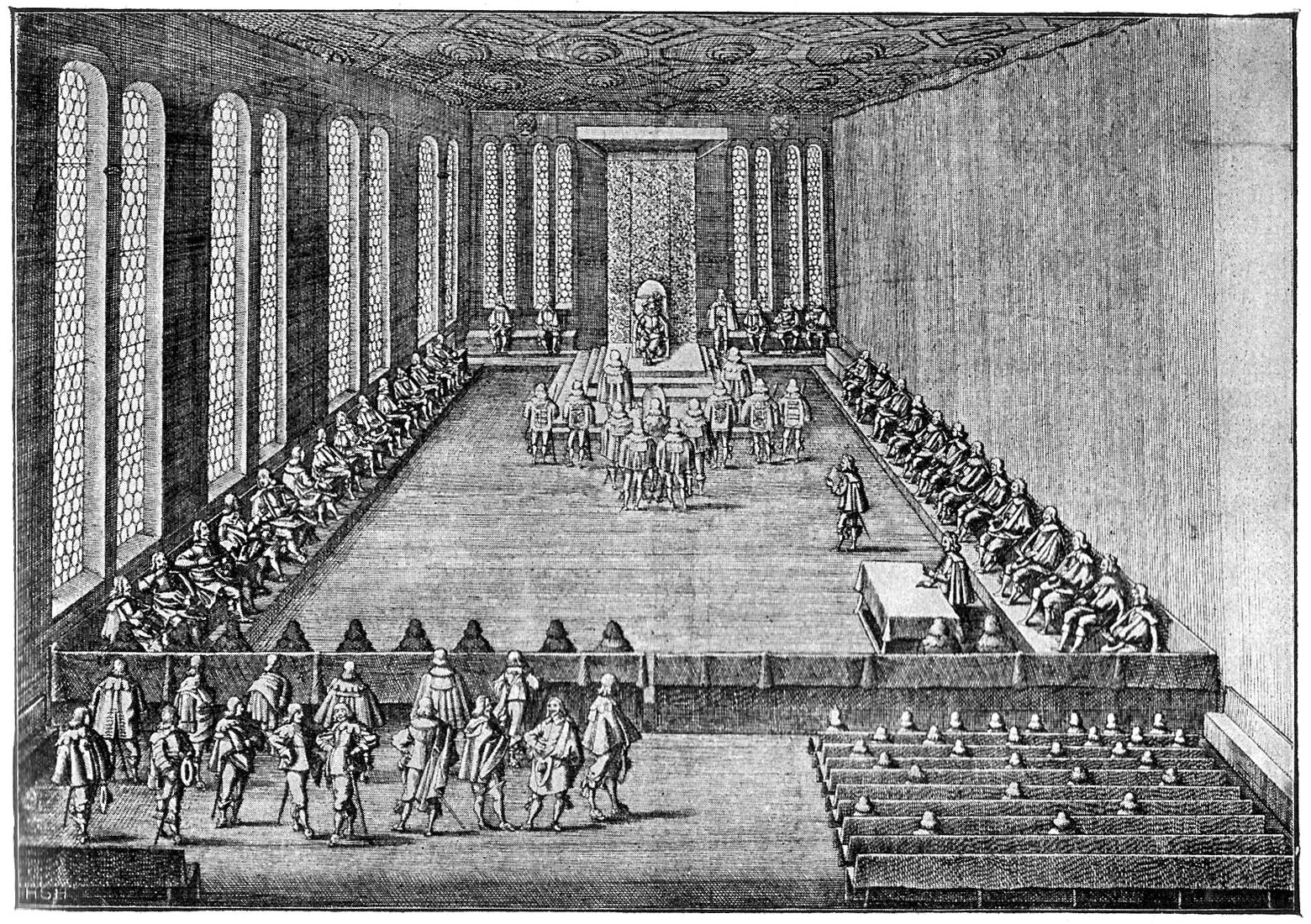
La Diète d'Empire à Ratisbonne en 1640.

Après que la Diète d'Empire (Reichstag) soit devenu une institution fixe de la constitution impériale à partir de 1495, les princes y ont obtenu un siège et un vote et appartenait donc aux États impériaux. Les princes y composaient le deuxième collège (le Reichsfürstenrat, le Conseil des princes du Saint-Empire). Ils se répartissaient en deux bancs : le banc ecclésiastique (Geistliche Bank) et le banc laïc (Weltliche Bank). Derrière le banc laïc des princes, les comtes du Saint-Empire ont également reçu quatre bancs, bien qu'ils ne soient représentés qu'avec des voix de groupe (vote du curiat), contrairement aux voix individuelles des princes (vote viril).
Les régions représentées dans la Diète d'Empire comprenaient également d'importants fiefs impériaux à l'ouest de l'empire, en partie des régions francophones et néerlandophones : Le duché de Lorraine et le duché de Bar, la principauté épiscopale de Strasbourg et la principauté épiscopale de Liège, les Pays-Bas bourguignons des Habsbourg qui comprenaient la majeure partie des Pays-Bas, de la Belgique, du Luxembourg et des Hauts-de-France. L'ancien fief impérial de Franche-Comté est sous domination française depuis 1678, mais appartient toujours officiellement à l'empire.
La majeure partie de l'Italie du Nord, à l'exception de la république de Venise, jusqu'aux frontières des États pontificaux, faisait également partie de l'Empire, l'Italie impériale, mais à l'exception du duché de Savoie, qui inclut Haute-Savoie et d'autres régions qui sont maintenant français, n'était pas représentée dans la Diète d'Empire. L'archevêque-électeur de Cologne était responsable de l'Italie impériale en tant qu'archichancelier impérial. Parmi les vassaux de l'empire et donc parmi les princes du Saint-Empire se trouvaient des maisons telles que les Este (depuis 1452 dans le duché de Modène), les Médicis (depuis 1575 dans le grand-duché de Toscane), les Gonzague (depuis 1433 dans le duché de Mantoue), les Ludovisi (dans la principauté de Piombino) ou les Doria (à Torriglia depuis 1760), un total de dix grands États et environ 250 petits fiefs. Le duché de Savoie appartenait à l'Italie impériale au moins jusqu'à son élévation au rang de royauté en 1720 ; cet état avait un rôle particulier car il appartenait au cercle du Haut-Rhin et disposait d'un siège et d'une voix au Reichstag, tandis que les autres princes du Saint-Empire italiens n'y étaient pas représentés. Les princes d'Empire italiens avaient un lien assez lâche avec la cour impériale et étaient souvent pris entre les fronts dans les luttes de pouvoir de la Haute-Italie entre les Habsbourg, Venise et la France. Ils ont été contraints de faire un choix délicat entre la loyauté envers leur suzerain féodal et un équilibre mouvant et précaire du pouvoir local.
Avec la fin du Saint-Empire en 1806, et à la suite de leur médiatisation, les familles princières et comtales qui étaient représentés à la Diète d'Empire (voir: Liste des maisons allemandes médiatisées), jusqu'alors familles souveraines, reçoivent une confirmation de leur égalité du rang comme « Standesherren » selon l'Acte confédéral allemand avec les familles qui ont continué à régner dans la Confédération germanique de 1815 à 1866 et enfin dans l'Empire allemand jusqu'en 1918. Tout au long du XIXe siècle, certaines maisons comtales de l'Ancien Empire reçurent également le rang de prince titulaire par leurs nouveaux souverains qui avaient pris possession de leurs anciens territoires.

## Prince du Saint-Empire comme titre de noblesse
D'autre part le terme représentait un titre de rang spécifique (voir : « Fürst ») conféré par l'empereur à des individus ou héréditairement à des chefs de famille. En 1180, le rang de prince, rassemblé à la Diète impériale de Würzburg sur la destitution d'Henri le Lion, a été mentionné pour la première fois dans un acte de l'empereur Frédéric Barberousse.
Le rang de prince (Fürst) se situait au-dessus des comtes du Saint-Empire (Reichsgrafen) mais en dessous des ducs souverains de l'empire. De plus, un prince avec immédiateté impériale et un siège à la Diète d'Empire avait un rang au-dessus de celui qui avait ce titre seulement lié à son nom. La plupart des tenants du titre de Fürst étaient immédiats et avaient le siège, mais des familles individuelles appartenaient aux princes du Saint-Empire en tant que détenteurs de titres princiers qu'ils avaient reçu de l'empereur, mais pas aux États impériaux, parce qu'ils ne gouvernaient pas leur propre territoire avec un siège au Reichstag.
C'est aussi la raison pour laquelle la maison de Liechtenstein, élevée au rang héréditaire de prince du Saint-Empire en 1608, s'efforça désormais d'acquérir un territoire immédiat pour s'élever aux États impériaux. Ils n'y parviendront qu'un siècle plus tard avec l'acquisition de deux comtés loin de leurs autres possessions qui seront ensuite réunies pour former la principauté de Liechtenstein.